# Bird Is Free

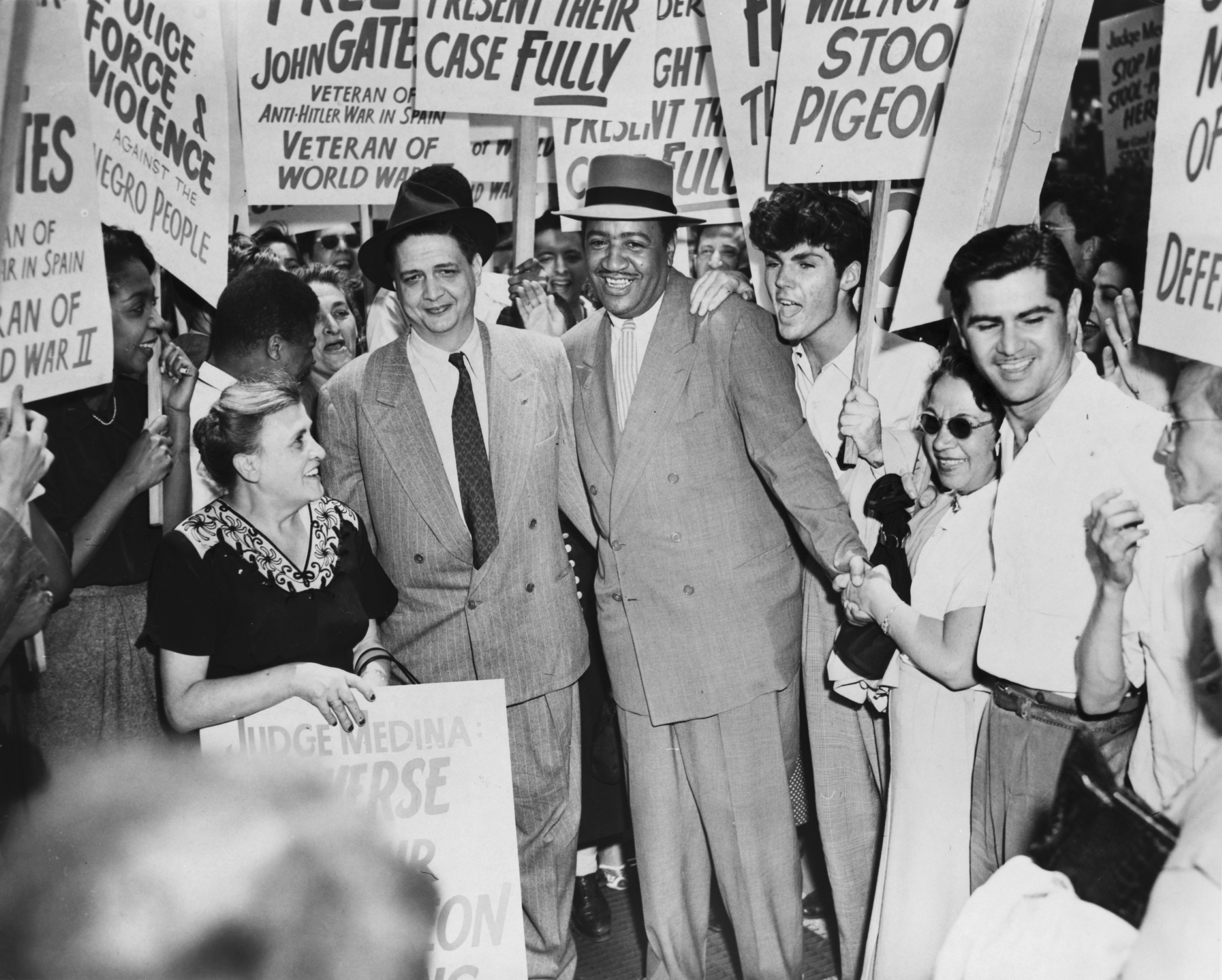
Benjamin Davis beim Verlassen des Federal Courthouse in New York City (1949)

Bird Is Free ist ein Livealbum, das Mitschnitte eines Konzerts des Saxophonisten Charlie Parker enthält, das am 26. September 1952 im New Yorker Rockland Palace stattfand. Es erschien 1962 in den Vereinigten Staaten bei Parker Records, in Deutschland erstmals 1964 als Einzel-LP bei MGM Records, in erweiterter Form 1983 als Doppelalbum unter dem Titel Live at Rockland Palace September 26, 1952 auf Charlie Parker Records. Der vollständige Livemitschnitt wurde 1996 in einer klanglich restaurierten Fassung als The Complete Legendary Rockland Palace Concert 1952 veröffentlicht.

## Das Album
Die Rockland Palace Dance Hall, gelegen 280 West 155th Street, Ecke Eighth Avenue, war in den 1930er und 40er Jahren neben dem Savoy Ballroom und dem Dawn Casino einer der bekanntesten Tanz-, Musik- und auch Box-Veranstaltungsorte Harlems, der bis zu 5000 Gäste fasste.
Charlie Parkers Auftritt fand dort im Rahmen einer Veranstaltung der Kommunistischen Partei der USA (CPUSA) und deren Zeitung Daily Worker zugunsten des seit 1949 inhaftierten afroamerikanischen Aktivisten Benjamin J. Davis statt. Dieser war 1943 ins City Council gewählt worden und saß zu dieser Zeit wegen angeblicher Subversion im Zuge der McCarthy’schen Säuberungen eine fünfjährige Gefängnisstrafe ab. Daher war zu dessen Amnestie ein Komitee gegründet worden.
Es sollte aus diesem Anlass nicht zu viel aus Parkers möglichen Verbindungen zur amerikanischen Linken herausgelesen werden, schrieben Richard Cook und Brian Morton, und das nicht nur deshalb, „weil er zynisch genug war, jeden Gig anzunehmen, sondern weil zu diesem Zeitpunkt die amerikanische Haltung zum Sozialismus (in Erwartung der McCarthy’schen Eiszeit) ganz entspannt war und schwarze Musiker von weniger öffentlicher Bekanntheit als ein Paul Robeson von unberechtigter Aufmerksamkeit ausgenommen waren.“. Chan Parker kommentierte den Auftritt ihres Mannes sarkastisch:
„The communists paid better than the capitalists and this was one of his highest paying gigs“.
Die circa 3000 Besucher waren wegen des vergleichsweise günstigen Eintritts hauptsächlich zum Tanzen gekommen und weniger, um Charlie Parker zu hören. Dieser begann sein Konzert zunächst mit Streicherbegleitung, anschließend mit seinem Quintett aus Walter Bishop junior (Piano), Teddy Kotick (Kontrabass), Max Roach (Schlagzeug) und dem Gitarristen Mundell Lowe, der den Trompeter ersetzte, der sich sonst mit Parker bei den Soli abwechselte.
Es war neben seinem Carnegie-Hall-Konzert 1950 sein einziger Liveauftritt mit Streicherbegleitung. Neben bekannten Titeln aus seinem Repertoire wie Ornithology, Moose the Mooche und populären Jazzstandards wie East of the Sun, What Is This Thing Called Love?, Stardust und I’ll Remember April spielte Parker auch Songs wie Sly Mongoose, Cool Blues und My Little Suede Shoes, Gerry Mulligans Kompositionen Gold Rush und Rocker sowie eine schnelle Version von Lester Youngs Lester Leaps In. Die Parker-Biografen Peter Niklas Wilson und Ulfert Goeman beschrieben die besondere Atmosphäre des Abends in Harlem:

„Dass der Rockland Palace ein Tanzpalast war, merkt man besonders in den tanzbaren Nummern, in denen der Stimmen- und Geräuschpegel spürbar zunimmt (z. B. Sly Moongoose oder My Little Suede Shoes), während es in den überschnellen Parker-Improvisationen (z. B. Lester Leaps In) deutlich ruhiger wird, so dass die Chorusse und vor allem die Begleitmusiker Bishop, Lowe, Kotick und Roach besser zu hören sind.“

Tom Storer führt aus, dass Walter Bishop mit einem schlechten Klavier ausgestattet war und man auch wenig von Mundell Lowes Gitarre hören könne, jedoch „Max Roachs klingende Becken durch die klangliche Dunkelheit durchscheinen. Seine aufblitzenden Reaktionen und sein grandioser Swing sind der Motor, der alles vorantreibt, und da ist Bird im Vordergrund des Ablaufs, der zu jeder Zeit mit schierer Freude und durchdringendem Aplomb spielt.“
Parkers Interpretation des damals populären Mambos Sly Moongoose „schält sich förmlich aus einem Geräuschpegel heraus“, schrieben Wilson/Goeman; in seinem Solo über Moose the Mooche kommt Parker „in seinen Chorussen […] sehr schnell zur Sache, sein Solo strotzt vor Einfällen und plötzlichen Wendungen, der entfesselte Mundell Lowe auf der Gitarre wird leider ausgeblendet.“ Harold Arlens Standard This Time the Dream’s on Me „läßt einiges von der Spielfreude des damaligen Quintetts erahnen. Durch Lowes Gitarre klingt das Thema voller, ausbalancierter; seine 'Einfälle' erscheinen nach Parkers etwas monotoner Darbietung äußerst interessant, einem Jimmy Raney vergleichbar; während Bishop zart und erfinderisch spielt, sichtlich von Art Tatum und Bud Powell beeinflusst. In Dialogen mit Max Roach beendet Parker den Song.“

## Editorische Hinweise

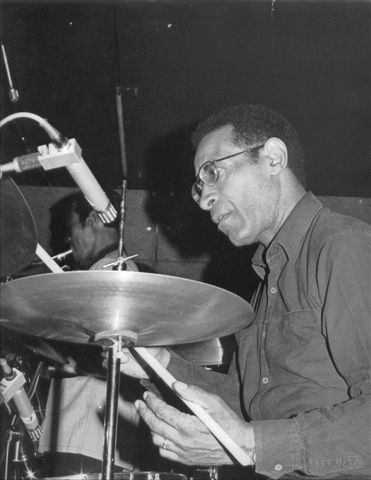
Max Roach (1979)

Die erste Veröffentlichung von Konzertmitschnitten aus dem Rockland Palace basierte auf Amateuraufnahmen aus dem Publikum heraus, die jedoch hinsichtlich der Bandgeschwindigkeit sehr schwankend waren. Chan Parker hatte ebenfalls das Konzert privat mitgeschnitten; deren Aufnahmen kamen zutage, als sie mit Clint Eastwood an dem Parker-Film Bird arbeitete.
Gegenüber den zuvor lieferbaren Pressungen des Konzertmitschnitts wurde die darauf basierende vollständige Ausgabe klanglich restauriert. Die Neuausgabe von 1997 profitierte klanglich von der Entdeckung des zweiten Tonbands, das erheblich professioneller entstanden war und nun einen außerordentlichen Klang bietet, außerdem mehrere Titel, die nicht in der früheren Version existierten. Dieses neue Band hatte jedoch eine Schwachstelle, denn es enthält keine anderen Soli als die von Charlie Parker. Daher wurden bei der Restaurierung für die 2-CD-Edition sorgfältig die Titel aus den zwei bestehenden Versionen zusammengesetzt. Obwohl bestimmte Schnitte nun erkennbar sind, gibt nach Ansicht des Allmusic „diese Klangrestauration nicht nur ein vollständigeres Bild von Parkers Musik dieses Abends, sondern tut dies auch im besten Klangbild, das erreichbar ist, bis künftige Ton[restaurierungs]wunder erfunden sind“.
Die bisherigen Ausgaben lauten:
- Die LP Bird Is Free (Parker Records PLP 401, 1962) mit 9 Titeln;
- Die LP „Bird“ Is Free (MGM Records CP-C 401, 1964) mit 9 Titeln;
- Die LP „Bird“ Is Free (Musidisc 30 CV 985, 1967) mit 9 Titeln;
- die Doppel-LP Live at Rockland Palace – September 26, 1952 (Charlie Parker CP(2) 502) mit 19 Titeln
- die Doppel-CD The Complete Legendary Rockland Palace Concert (Jazz Classics, 1997) mit 31 Titeln;
- die Doppel-CD Complete Live at the Rockland Palace (Rare Live, 2008) mit 32 Titeln vom Rockland Palace-Konzert sowie weitere 13 Titel (1950–52)[A 1][9]

## Rezeption

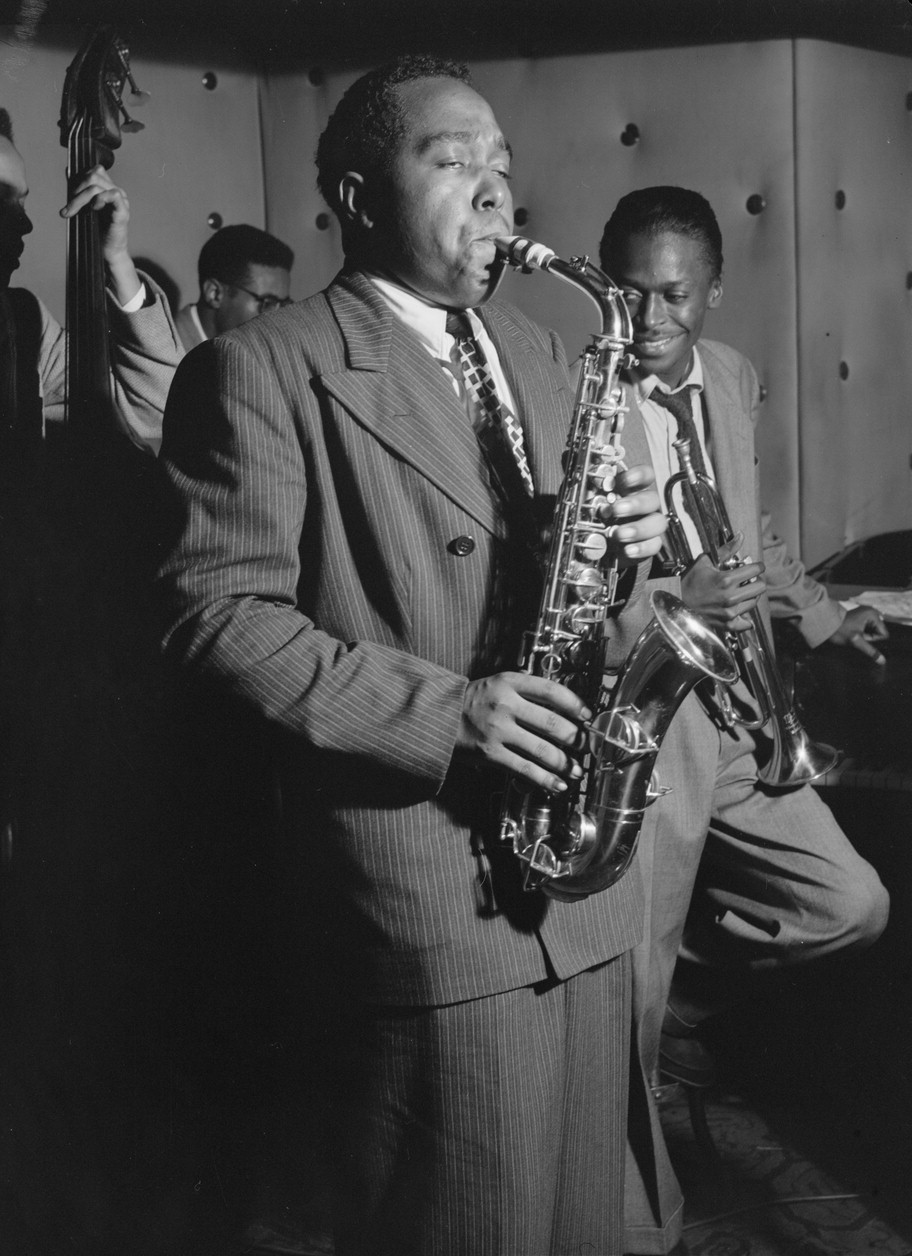
Charlie Parker mit Tommy Potter, Miles Davis und Max Roach (Fotografie von William P. Gottlieb, um 1947)

In ihrer Parker-Biographie von 1988 lobten Wilson und Goeman die ihnen vorliegenden frühen Fassungen der Mitschnitte, die „für eine Privataufnahme überraschend gut ausgefallen“ seien. „Sowohl die ausgezeichnete Stimmung im Saal als auch die unter den Musikern“ sei gut eingefangen. „Birds Gedankenflüge sind kaum zu bremsen, zumal er sich hier voll ausspielen kann.“
Doug Ramsey schrieb in seiner Besprechung der Neuausgabe (1997) in JazzTimes:

“…This two-CD set is compelling not only for the stunning alto solos but for the digital re-engineering that makes the music as listenable as such execrable source material is likely to allow....This is Charlie Parker enjoying a workday gig playing gloriously for the people.”

Ramsey wies auch auf die Tatsache hin, dass Parker an diesem Abend „eine seiner besten Rhythmusgruppen“ hatte, Walter Bishop, Teddy Kotick und Max Roach. So seien die Quintett-Titel die einzigen Beispiele, in denen das andere 'Horn' in einer Parker-Frontline eine Gitarre war. Von einigen Songs gebe es zwei Versionen, wie Just Friends, East of the Sun, Repetition oder Rocker, die „den unaufhörlichen Fluss seiner Vorstellungskraft“ bewiesen.
Tom Storer führt aus, dass sich Parker im Herbst 1952 bereits auf dem Weg des physischen Verfalls befand, der zwei Jahre später zu seinem Tod führte. Dennoch war er immer noch zu außerordentlichen Darbietungen fähig, wie die Mitschnitte vom 26. September aus dem Rockland Palace zeigten. Der Kritiker hebt besonders die Verdienste von Doug Pomeroy hervor, der die 44 Jahre alten Bänder restaurierte.

“Mit der Zeit gewöhne sich das Ohr an die hochtönende Stimmung, an die relative Schwäche der Begleitband, die flatternd geisterhafte Präsenz der Streicher; Parkers schneidiges, charismatische Alt[saxophon] zieht die Aufmerksamkeit auf sich. Ähnlich wie in vielen seiner Livesessions mit kleineren Bands, in denen er sein Talent in spontanen, riskanten Höhenflügen in einer Art freihändigen Ausdruckskraft zeige, bleibe Parker hier zurückhaltender, um nicht mit den Streichern hinter ihm in Konflikt zu geraten. Diese Beschränkung scheine ihm vielmehr Energie zu verleihen, wodurch er sich darauf konzentriere, vibrierende Statements abzugeben, die stimmig mit den ausgeschriebenen Arrangements sind. Er ist überschäumend, lyrisch, flink, berstend voll Ideen, mit einer großartigen Ausdruckskraft, die der Kritiker Gary Giddins seine ‘blues-based vision’ nannte.”

Der Kritiker Cub Koda verlieh dem Album im Allmusic vier Sterne und meinte, dass Parker mit dem Streicherensemble zwar die gleichen Titel wie bei seinen Verve-Studiosessions spiele, seine Solos aber einfallsreich seien und sich oft von den bekannteren Studioversionen unterschieden. Er erwähnt auch den Bonus-Track, das „mörderisch schnelle“ Lester Leaps In, das in der Synchronisierung der beiden Bänder entstand, woraus „eine Art surround sound stereo“ Effekt resultierte, was ihn für Hörer interessant mache. Das Album sei ein „wichtiges Kapitel in Parkers musikalischer Biographie, das nun in bester Tonqualität vorliegt“.
Richard Cook und Brian Morton bewerteten das Album in The Penguin Guide to Jazz lediglich mit drei (von vier) Sternen und wiesen darauf hin, dass es einiges an „gutem Austausch zwischen Bird und Mundell Lowe“ gebe. Der Mitschnitt enthalte zwar keine „klassischen Titel oder Darbietungen,“ doch sei „der generelle Standard der Aufnahme hoch und die Streicher nicht zu ungeheuerlich.“ Am bestechendsten seien nach Ansicht der Autoren die Songs von Cole Porter. „Was einen dabei erstaunt, wie bei einer solch unangespannten und – wie man denken könnte, was die Kreativität anbetrifft – eher stupiden Gelegenheit Charlie Parker dennoch fähig ist, Solos von einer so vollendeten Anmut abzufeuern.“

## Titelliste der LP (1964)
- Bird Is Free (MGM 65107)

1. Rocker (Mulligan)
2. Sly Moongoose (Parker)
3. Moose the Mooche (Parker)
4. Star Eyes (Gene De Paul, Don Raye)
5. This Time the Dream’s on Me (Harold Arlen, Johnny Mercer)
6. Cool Blues (Parker)
7. My Little Suede Shoes (Parker)
8. Lester Leaps In (Young)
9. Laura (David Raksin, Johnny Mercer)

## Titelliste der Doppel-CD (1997)
- The Complete Legendary Rockland Palace Concert 1952 (Jazz Classics)

Disc 1:
1. East of the Sun (Brooks Bowman) 3:33
2. What Is This Thing Called Love (Cole Porter) 2:26
3. Stardust (Hoagy Carmichael, Mitchell Parish) 4:10
4. Ornithology (Harris, Parker) 3:12
5. Easy to Love (Cole Porter) 1:55
6. Just Friends (John Klenner, Sam M. Lewis) 2:35
7. Dancing in the Dark (Arthur Schwartz, Howard Dietz) 3:47
8. Gold Rush (A.K.A. Turnstile) (Mulligan) 4:18
9. Don’t Blame Me (Jimmy McHugh, Dorothy Fields) 2:42
10. April in Paris (Vernon Duke, E. Y. Harburg) 3:12
11. Repetition (Neal Hefti) 2:54
12. Everything Happens to Me (Tom Adair, Matt Dennis) 2:10
13. Sly Mongoose #1 (Parker) 3:43
14. Sly Mongoose #2 (Parker) 1:49
15. Rocker (Mulligan) 4:28
16. Laura (David Raksin, Johnny Mercer) 3:29
17. Lester Leaps In (Young) – (stereo) 4:58

Disc 2:
1. Out of Nowhere (Johnny Green, Edward Heyman) 3:08
2. I Didn’t Know What Time It Was (Richard Rodgers, Lorenz Hart) 2:59
3. Cool Blues (Parker) 2:43
4. Star Eyes (DePaul, Raye) 3:31
5. I’ll Remember April (Gene De Paul, Don Raye) 3:29
6. My Little Suede Shoes (Parker) 3:23
7. Repetition (Parker) 5:18
8. East of the Sun (Brooks Bowman) 2:22
9. What Is This Thing Called Love (Porter) 2:58
10. Moose the Mooche (Parker) 7:20
11. Just Friends (Take 2) (Klenner, Lewis) 4:07
12. Easy to Love [Take 2] (Porter) 2:09
13. This Time the Dream’s on Me (Harold Arlen, Johnny Mercer) 5:43
14. Rocker (Take 2) (Mulligan) 2:05